# Менза
Менза је просторија или објект у којем се припремају и продају (или само продају) јела потрошачима. Мензом се назива и сам организовани облик заједничке исхране. Систем мензи служи обично за исхрану војника и студената, али и радника у индустрији.
У зависности од установа које организују мензе, намјене, броја корисника, услова смјештаја и других услова, мензе су различитог капацитета и карактера.